# غريموس
غريموس (بالإنجليزية: Grimus)‏ هي رواية للكاتب البريطاني سلمان رشدي، نشرت عام 1975، عن دار نشر غولانس.

## القصة
بعد شرب إكسير سحري يمنحه الخلود، ينفق شاب هندي اسمه فلابينغ إيغل (أي النسر المرفرف) السنوات السبعمائة التالية مبحراً في البحار بهذه الهبة التي هي عبء الحياة إلى الأبد. وفي النهاية يصاب بالتعب من رتابة الحياة ويقوم برحلة إلى جزيرة قاف الجبلية لاستعادة فناءه البشري. ويلتقي هناك بالخالدين المهووسين بحالتهم الخاصة، ويستعد لتسلق قمة الجزيرة، حيث هناك ينتهي تأثير «غريموس» الغامض والمتآكل. وخلال سلسلة من الأسئلة واللقاءات يلتقي فلابينغ إيغل وجهاً لوجه مع خالق الجزيرة ويكشف له خفايا ذاته الإنسانية. 